# Cinquillo (juego)
El cinquillo es un juego de cartas extremadamente similar a los seises y al reihe. Se juega con la baraja española, aunque también puede jugarse con la baraja francesa, y pueden jugar de tres a seis jugadores.

## Reglas del juego

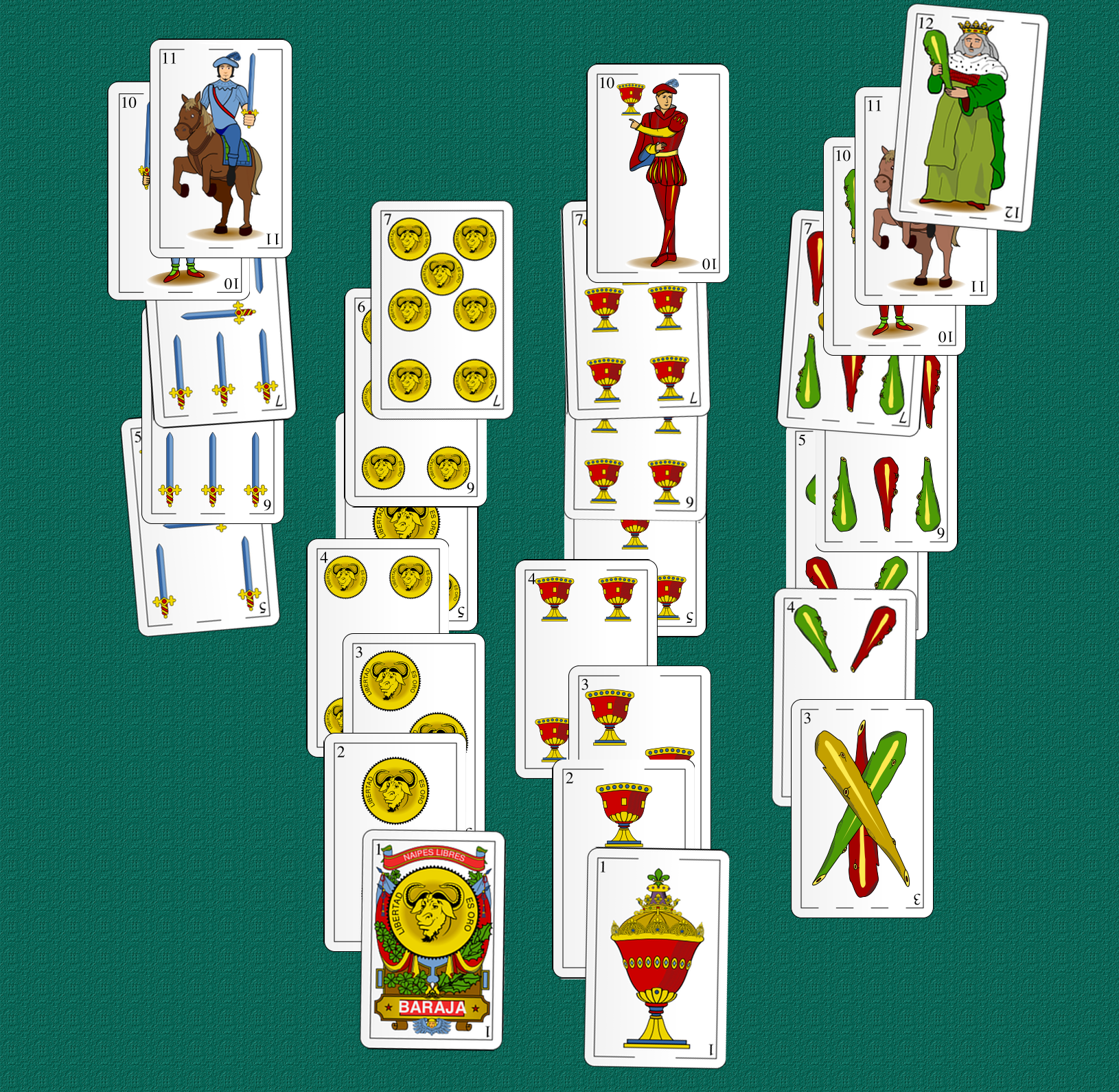
Etapa del desarrollo del juego. Solamente puede continuar el juego poniendo el 4 o el rey de espadas, con la sota de oros, con el caballo de copas o con el 2 de bastos. En este caso jugando con la baraja de 40 naipes

Se reparten todas las cartas y el juego consiste en ir colocando las cartas sobre la mesa hasta quedarse sin ninguna. 
La forma de colocar las cartas es la siguiente:
- Empieza el jugador que posea el cinco de oros y lo coloca.
- Después continua el jugador de la derecha y así sucesivamente.

Solo se pueden colocar cincos o todas aquellas cartas que siguen en progresión ascendente o descendente a las que hay en la mesa y sean del mismo palo. Es decir, si por ejemplo solamente está colocado el cinco de oros en la mesa, los jugadores solo podrán colocar el seis o el cuatro de oros o un cinco de otro palo.
Si un jugador no puede colocar ninguna carta, pasa, y el turno le corresponde al siguiente jugador. Un jugador puede pasar su turno, es decir, no depositar una carta, solamente si no tiene lugar para colocarla. Si un jugador puede poner varias cartas deberá elegir la que más le convenga para ganar el juego.
El primer jugador que consigue colocar todas sus cartas sobre la mesa (quedándose por tanto sin ninguna en la mano) es el ganador.

### Variantes
Aparte hay variantes con alguna modificación en las reglas para cambiar la dificultad del juego, como por ejemplo jugar con la ley del cinco, que obliga a sacar todos los naipes con el número cinco desde el principio para así tener todo los palos abiertos. O la modificación de que un jugador puede pasar su turno las veces que le convenga aunque tenga carta para colocar. También existe una variante para jugar con tiempo si se pasa el tiempo de elegir la carta que quieres colocar se le pasa el turno. Se suele usar para ello un reloj de arena.
Una de las variantes con la baraja de cincuenta y cinco cartas serie el cinquillo con montón: al ser más cartas se hacen unas pequeñas modificaciones en el juego aunque es muy similar. Lo primero se prepara la baraja quitando los comodines ahora los cuatro palos tendrán trece naipes cada uno. La diferencia es que si se juega de dos a tres jugadores se repartirían diez cartas a cada jugador y el sobrante se hace un montón, empezaría igualmente el que tenga el cinco de oros, pero si en dicho caso ningún jugador lo tiene, empezaría el jugador de la derecha del que ha repartido las cartas, cuando un jugador no pueda poner carta cogerá una del montón y dicha carta en el caso de que pueda ponerla la pondrá en su sitio correspondiente, en el caso de no poder ponerla después de coger carta del montón pasara el turno.
Otra variedad de este juego sería el Cinquillo cabrón.